# Cleon (Atheens politicus)
Cleon (Gr.: Κλεων) was een radicaaldemocratisch politicus en legeraanvoerder uit het Athene van de 5e eeuw v.Chr. Hij kende successen in de Peloponnesische Oorlog tegen Sparta, maar sneuvelde in de loop ervan.

## Loopbaan
Bij het begin van de Peloponnesische Oorlog was Cleon het niet eens met de voorzichtige politiek van Pericles. Na diens dood in 429 v.Chr. trad hij naar voren als de onbetwiste leider van de volkspartij en als voorstander van de scherpst mogelijke offensieve oorlogvoering tegen Sparta: van de Atheners eiste hij een uiterste krachtsinspanning in de voortzetting van de oorlog.
Zijn gaven als demagoog traden duidelijk naar voren bij het debat in 427 over het lot van de van de Delische Bond afvallige en opnieuw onderworpen inwoners van Mytilini. In 425 beleefde hij de grootste politieke triomf van zijn carrière. Toen een Spartaans leger ingesloten raakte op het eiland Sphacteria (bij Pylos) bood Sparta vrede aan, maar Cleon overreedde de volksvergadering het aanbod af te slaan. Zelf werd hij met het commando belast en slaagde erin de overgave van de Spartanen af te dwingen. Gesteund door dit succes wist hij een verdrievoudiging door te zetten van de ledenbijdragen der bondgenoten in de Delische Bond. In 422 trok hij naar de Thracische kust om Amphipolis te heroveren, maar bij deze operatie sneuvelde hij, net als zijn Spartaanse tegenstrever Brasidas.
Cleon kreeg in de historische traditie een bijzonder slechte reputatie als autoritaire oorlogsstoker, speciaal door het werk van Aristophanes (onder meer in het stuk Ridders) en Thucydides. Dit beeld is echter ongetwijfeld mistekend door zijn politieke tegenstanders. Met name Thucydides, die Amphipolis niet had weten te verdedigen en daarom onder impuls van Cleon in 424 was verbannen, schetste na diens dood een negatief portret van de staatsman.
Zijn bijnaam "de leerlooier" suggereert dat Cleon uit "de heffe des volks" afkomstig zou zijn. In werkelijkheid was hij echter de welgestelde eigenaar van een leerlooierij die hij van zijn vader geërfd had, en behoorde hij dus tot de hogere middenklasse. Tot dan toe hadden echter - ook in de democratische partij - enkel mannen van adel de toon aangegeven, en de verarmde Atheense aristocratie keek met hooghartig misprijzen neer op de parvenu's van de tot welstand gekomen burgerij.
Cleons strategische prestaties zijn opvallend voor een man zonder militaire achtergrond. Dat hij echter ook kon optreden als vulgair demagoog, staat wel vast.
 Portaal Oudheid · Athene · Geschiedenis van Griekenland · Geschiedenis van Athene
- Bibliothèque nationale de France: cb12303142w (data)
- Gemeinsame Normdatei: 118858742
- International Standard Name Identifier: 0000 0000 0482 0605
- Library of Congress Control Number: n87873232
- Nationale Bibliotheek van Israël: 987007339016605171
- LIBRIS: 264255
- Système universitaire de documentation: 143450824
- Virtual International Authority File: 57412129